# Wagejot
Wagejot is een natuurgebied bij Oosterend op Texel. Het wordt beheerd door Natuurmonumenten en bestaat voornamelijk uit drassige grond en brakke waterplassen. Wagejot is ontstaan door een dijkverzwaring in 1977. Hierbij werd de dijk verder zeewaarts gelegd waardoor er een drassig gebied ontstond.
In het gebied leven in het broedseizoen onder andere diverse steltlopers en de grote stern.